# Irish League 1933-1934
L'Irish League 1933-1934 è stata la 40ª edizione della prima divisione del campionato nordirlandese di calcio.
Il campionato era formato da quattordici squadre e il Linfield vinse il titolo. Non vi furono retrocessioni.

## Classifica finale
| Pos. | Squadra        | G  | V  | N | P  | GF | GS | Punti |
| ---- | -------------- | -- | -- | - | -- | -- | -- | ----- |
| 1    | Linfield       | 26 | 22 | 2 | 2  | 88 | 21 | 46    |
| 2    | Belfast Celtic | 26 | 17 | 3 | 6  | 74 | 42 | 37    |
| 3    | Glentoran      | 26 | 16 | 3 | 7  | 59 | 36 | 35    |
| 4    | Distillery     | 26 | 14 | 3 | 9  | 61 | 41 | 31    |
| 5    | Ballymena      | 26 | 12 | 6 | 8  | 59 | 46 | 30    |
| 6    | Ards           | 26 | 11 | 5 | 10 | 47 | 46 | 27    |
| 7    | Portadown      | 26 | 10 | 5 | 11 | 41 | 52 | 25    |
| 8    | Glenavon       | 26 | 10 | 4 | 12 | 45 | 54 | 24    |
| 9    | Derry City     | 26 | 8  | 7 | 11 | 37 | 38 | 23    |
| 10   | Cliftonville   | 26 | 11 | 0 | 15 | 50 | 78 | 22    |
| 11   | Bangor         | 26 | 7  | 4 | 15 | 43 | 58 | 18    |
| 12   | Coleraine      | 26 | 7  | 3 | 16 | 40 | 61 | 17    |
| 13   | Newry Town     | 26 | 5  | 6 | 15 | 37 | 71 | 16    |
| 14   | Larne          | 26 | 4  | 5 | 17 | 37 | 74 | 13    |

G = Partite giocate; V = Vittorie; N = Nulle/Pareggi; P = Perse; GF = Goal fatti; GS = Goal subiti; 